# Lista de obras de Pieter Bruegel
A seguinte é uma lista de pinturas do mestre flamengo Pieter Bruegel.
| Imagem | Título | Ano          | Técnica                                   | Dimensões (cm) | Museu                                            | Número de catálogo              |
| ------ | --- | ------------ | ----------------------------------------- | -------------- | ------------------------------------------------ | ------------------------------- |
|        | Paisagem com Cristo e os Apóstolos no Mar da Galileia (Landscape with Christ and the Apostles at the Sea of Tiberias) | 1553         | Óleo sobre madeira                        | 67 x 100       | Coleção privada                                  | MS 2                            |
|        | Adoração dos Reis Magos (The Adoration of the Kings)                                                                  | c. 1556      | Têmpera sobre tela                        | 124 × 169      | Museus Reais de Belas-Artes da Bélgica, Bruxelas | MS 4                            |
|        | Paisagem com a Parábola do Semeador (Parable of the Sower)                                                            | 1557         | Óleo sobre madeira                        | 73.7 × 102.9   | Museu de Arte Timken, San Diego                  | MS 5                            |
|        | Doze Provérbios (Twelve Proverbs)                                                                                     | 1558         | Óleo sobre madeira                        | 75 × 98        | Museu Mayer van den Bergh, Antuérpia             |                                 |
|        | Provérbios Neerlandeses, (Netherlandish Proverbs)                                                                     | 1559         | Óleo sobre madeira                        | 117 × 163      | Museus Estatais de Berlim, Berlim                | MS 6                            |
|        | A Batalha do Carnaval e da Quaresma (The Fight Between Carnival and Lent)                                             | 1559         | Óleo sobre madeira                        | 118 × 164      | Museu de História da Arte em Viena, Viena        | MS 7                            |
|        | Jogos de Crianças (Children's Games)                                                                                  | 1560         | Óleo sobre madeira                        | 118 × 161      | Museu de História da Arte em Viena, Viena        | MS 8                            |
|        | Batalha na Baía de Nápoles (Battle in the Bay of Naples)                                                              | 1560         | Óleo sobre madeira                        | 42.2 × 71.2    | Galeria Doria Pamphilj, Roma                     | MS 9                            |
|        | Paisagem com a Queda de Ícaro (Landscape with the Fall of Icarus)                                                     | 1560s        | Óleo sobre madeira                        | 73.5 × 112     | Museus Reais de Belas-Artes da Bélgica, Bruxelas | MS 3                            |
|        | A Queda dos Anjos Rebeldes (The Fall of the Rebel Angels)                                                             | 1562         | Óleo sobre madeira                        | 117 × 162      | Museus Reais de Belas-Artes da Bélgica, Bruxelas | MS 12                           |
|        | Maria Louca (Mad Meg)                                                                                                 | 1562         | Óleo sobre madeira                        | 117.4 × 162    | Museu Mayer van den Bergh, Antuérpia             | MS 13                           |
|        | O Triunfo da Morte (The Triumph of Death)                                                                             | с. 1562      | Óleo sobre madeira                        | 117 × 162      | Museu do Prado, Madrid                           | MS 14                           |
|        | Dois Macacos (Two Monkeys)                                                                                            | 1562         | Óleo sobre tela                           | 20 × 23        | Museus Estatais de Berlim, Berlim                | MS 15                           |
|        | O Suicídio de Saul (The Suicide of Saul)                                                                              | 1562         | Óleo sobre madeira                        | 33.5 × 55      | Museu de História da Arte em Viena, Viena        | MS 10                           |
|        | Retrato de Mulher Idosa (Portrait of an Old Woman)                                                                    | 1563         | Óleo sobre madeira                        | 22 × 18        | Antiga Pinacoteca, Munique                       | MS 38                           |
|        | Homem a Bocejar (Yawning Man)                                                                                         | 1563?        | Óleo sobre madeira                        | 12.6 x 9.2     | Museus Reais de Belas-Artes da Bélgica, Bruxelas | Dúvidas sobre a autoria da obra |
|        | Paisagem com Fuga para o Egipto (Landscape with the Flight into Egypt)                                                | 1563         | Óleo sobre madeira                        | 37.1 × 55.6    | Instituto Courtauld, Londres                     | MS 18                           |
|        | A Torre de Babel (The Tower of Babel)                                                                                 | 1563         | Óleo sobre madeira                        | 114 × 155      | Museu de História da Arte em Viena, Viena        | MS 16                           |
|        | Adoração dos Reis Magos (The Adoration of the Kings)                                                                  | 1564         | Óleo sobre madeira                        | 111.1 × 83.2   | National Gallery, Londres                        | MS 19                           |
|        | Morte da Virgem (Death of the Virgin)                                                                                 | 1564         | Óleo sobre madeira                        | 36 × 55        | Upton House, Warwickshire                        | MS 21                           |
|        | Caminho do Calvário (The Procession to Calvary)                                                                       | 1564         | Óleo sobre madeira                        | 124 × 170      | Museu de História da Arte em Viena, Viena        | MS 20                           |
|        | Dança de Casamento de Camponeses ao Ar livre (Peasant Wedding Dance Outdoors)                                         | 1564-1565    | Têmpera em pergaminho aplicado em madeira | 183 × 218      | Galleria degli Uffizi, Florença                  |                                 |
|        | Caçadores na Neve (The Hunters in the Snow)                                                                           | 1565         | Óleo sobre madeira                        | 117 × 162      | Museu de História da Arte em Viena, Viena        | MS 25                           |
|        | O Regresso da Manada (The Return of the Herd)                                                                         | 1565         | Óleo sobre madeira                        | 117 × 159      | Museu de História da Arte em Viena, Viena        | MS 24                           |
|        | Ceifa (Haymaking) | 1565         | Óleo sobre madeira                        | 117 × 161      | Palácio Lobkowicz, no Castelo de Praga, Praga    | MS 22                           |
|        | Ceifeiros (The Harvesters)                                                                                            | 1565         | Óleo sobre madeira                        | 116.5 × 159.5  | Metropolitan Museum of Art, Nova Iorque          | MS 23                           |
|        | Dia Sombrio (The Gloomy Day)                                                                                          | 1565         | Óleo sobre madeira                        | 118 × 163      | Museu de História da Arte em Viena, Viena        | MS 26                           |
|        | Cristo e a Acusada de Adultério (Christ and the Woman Taken in Adultery)                                              | c. 1565      | Óleo sobre madeira                        | 24 × 34        | Instituto Courtauld, Londres                     | MS 29                           |
|        | A Torre de Babel (The Tower of Babel)                                                                                 | c. 1565      | Óleo sobre madeira                        | 59.9 × 74.6    | Museu Boijmans Van Beuningen, Roterdão           | MS 17                           |
|        | Massacre dos Inocentes (Massacre of the Innocents)                                                                    | c. 1565-1567 | Óleo sobre madeira                        | 109.2 × 158.1  | Royal Collection na Upton House, Warwickshire    | MS 27                           |
|        | O Vinho do Dia de S. Martinho (The Wine of Saint Martin's Day)                                                        | 1565–1568    | Têmpera sobre tela                        | 148 × 270.5    | Prado                                            |                                 |
|        | O Vinho do Dia de S. Martinho (The Wine of Saint Martin's Day)                                                        | c. 1565–1568 | Óleo sobre tela                           | 147 × 269.5    | Museus Reais de Belas-Artes da Bélgica, Bruxelas |                                 |
|        | O Censo em Belém (The Census at Bethlehem)                                                                            | 1566         | Óleo sobre madeira                        | 115.5 × 163.5  | Museus Reais de Belas-Artes da Bélgica, Bruxelas | MS 30                           |
|        | A Terra da Lassidão (The Land of Cockaigne)                                                                           | 1566         | Óleo sobre madeira                        | 52 × 78        | Antiga Pinacoteca, Munique                       | MS 37                           |
|        | O Sermão de S. João Baptista (The Sermon of Saint John the Baptist)                                                   | 1566         | Óleo sobre madeira                        | 95 × 160.5     | Museu de Belas Artes de Budapeste, Budapeste     | MS 31                           |
|        | A Dança de Casamento (The Wedding Dance)                                                                              | c. 1566      | Óleo sobre madeira                        | 119.4 × 157.5  | Detroit Institute of Arts, Detroit               | MS 32                           |
|        | Adoração dos Reis Magos na Neve (Adoration of the Kings in the Snow)                                                  | 1567         | Têmpera sobre madeira                     | 35 × 55        | Museu Oskar Reinhart, Winterthur                 | MS 33                           |
|        | Conversão de S. Paulo (Conversion of Paul)                                                                            | 1567         | Óleo sobre madeira                        | 108 × 156      | Museu de História da Arte em Viena, Viena        | MS 34                           |
|        | Os Pedintes (The Beggars)                                                                                             | 1568         | Óleo sobre madeira                        | 18.5 × 21.5    | Museu do Louvre, Paris                           | MS 41                           |
|        | Os Três Soldados (The Three Soldiers)                                                                                 | 1568         | Óleo sobre madeira                        | 20.3 × 17.8    | Coleção Frick, Nova Iorque                       |                                 |
|        | A Pega na Forca (The Magpie on the Gallows)                                                                           | 1568         | Óleo sobre madeira                        | 45.9 × 50.8    | Museu Regional de Hesse, Darmstadt               | MS 43                           |
|        | A Parábola dos Cegos (The Blind Leading the Blind)                                                                    | 1568         | Têmpera sobre tela                        | 85.5 × 154     | Museu de Capodimonte, Nápoles                    | MS 42                           |
|        | O Misantropo (The Misanthrope)                                                                                        | 1568         | Têmpera sobre tela                        | 86 × 85        | Museu de Capodimonte, Nápoles                    | MS 40                           |
|        | A Boda Camponesa (The Peasant Wedding)                                                                                | 1568         | Óleo sobre madeira                        | 114 × 164      | Museu de História da Arte em Viena, Viena        | MS 35                           |
|        | A Dança dos Camponeses (The Peasant Dance)                                                                            | 1568         | Óleo sobre madeira                        | 114 × 164      | Museu de História da Arte em Viena, Viena        | MS 36                           |
|        | O Camponês e o Ladrão de Ninhos (The Peasant and the Nest Robber)                                                     | 1568         | Óleo sobre madeira                        | 59.3 × 68.3    | Museu de História da Arte em Viena, Viena        | MS 39                           |
|        | O Bêbado empurrado para a Pocilga (The Drunkard pushed into the Pigsty)                                               | 1568?        | Óleo sobre madeira                        | 18 cm. diam.   | Coleção privada                                  |                                 |
|        | Tempestade no Mar (The Storm at Sea)                                                                                  | 1569         | Óleo sobre madeira                        | 70.3 × 97      | Museu de História da Arte em Viena, Viena        | Dúvidas sobre a autoria da obra |